# أدونيس الكأس الذهبي
أدونيس الكأس الذهبي (الاسم العلمي: Adonis chrysocyathus) نوع نباتي ينتمي إلى جنس الأدونيس أو عين الجمل من الفصيلة الحوذانية.